# 776 Berbericia
776 Berbericia eller 1914 TY är en stor asteroid i huvudbältet, som upptäcktes den 24 januari 1914 av den tyske astronomen Adam Massinger i Heidelberg. Den har fått sitt namn efter den tyske astronomen Adolf Berberich.
Den har en diameter på ungefär 151 kilometer.